# Paul's Boutique
Paul's Boutique é o segundo álbum de estúdio gravado pelo grupo norte-americano de hip-hop Beastie Boys, lançado em 25 de Julho de 1989 pela Capitol Records.
Tem produção dos Dust Brothers, e as gravações aconteceram no Mario G's Studio em Los Angeles e no The Opium Den no Brooklyn, Nova Iorque de 1988 a 1989. As mixagens de áudio foram feitas em Manhattan no Record Plant Studios.
Paul's Boutique foi inicialmente considerado um fracasso commercial pelos executivos da Capitol Records, pois suas vendas não batiam com vendas anteriores do grupo, e o selo decidiu parar de promover o álbum. Apesar disto, o álbum ganhou virou um cult ao passar dos anos. Altamente diverso, tanto no som como nas letras, Paul's Boutique assegurou aos Beastie Boys um lugar nos favoritos dos críticos e sendo reconhecido por muitos como sendo o magnum opus do grupo.
Em 27 de Janeiro de 1999, Paul's Boutique foi certificado pela RIAA, disco de platina dupla em vendas. Em 2003, o álbum ficou na posição 156 na lista Os 500 maiores álbuns de todos os tempos da revista Rolling Stone. o álbum será lançado em 27 de Janeiro de 2009 em uma edição de vigésimo aniversário.

## Concepção
| “ | Fuck that!! This is the record, with no fucking single!... Fuck "Brass Monkey"! None of that fast-rapping commercial shit! | ” |

Os Beastie Boys estavam em auto-imposto exílio em Los Angeles durante o começo de 1988. Seguindo o sucesso commercial de Licensed to Ill, os Beastie Boys estavam focados em produzir um álbum com mais criatividade e menos material comercial. O disco anterior tinha tido enorme resposta popular e foi aclamado pela crítica; embora simples, tinha batidas pesadas e letras comicamente juvenis. Gravado para a Capitol Records, Paul's Boutique foi co-produzido pelos Dust Brothers, cujo extensivo e inovador uso do sample em diversas camadas ajudaram a estabelecer a prática como uma arte. Apesar de os Dust Brothers estarem focados em fazer um disco com vários "hits", concordaram com o grupo em produzir um som mais experimental. No total, 105 músicas foram sampleadas para o disco, incluindo 24 samples individuais somente na última faixa. Os samples utilizados em Paul's Boutique foram utilizados sem permissão, o que só foi possível porque o disco foi produzido antes de Gilbert O'Sullivan processar o rapper Biz Markie, o que mudou para sempre a história do uso do sample na música.

### Faixas
1. "To All the Girls" – 1:29
2. "Shake Your Rump" – 3:19
3. "Johnny Ryall" – 3:00
4. "Egg Man" – 2:57
5. "High Plains Drifter" – 4:13
6. "The Sounds of Science" – 3:11
7. "3-Minute Rule" – 3:39
8. "Hey Ladies" – 3:47
9. "5-Piece Chicken Dinner" – 0:23
10. "Looking Down the Barrel of a Gun" – 3:28
11. "Car Thief" – 3:39
12. "What Comes Around" – 3:07
13. "Shadrach" – 4:07
14. "Ask for Janice" – 0:11
15. "B-Boy Bouillabaisse" – 12:33
  - "59 Chrystie Street"
  - "Get on the Mic"
  - "Stop That Train"
  - "Year and a Day"
  - "Hello Brooklyn"
  - "Dropping Names"
  - "Lay It on Me"
  - "Mike on the Mic"
  - "A.W.O.L."

### Faixas Bônus
Faixas extras do CD lançado no Japão:
1. "33% God"
2. "Dis Yourself In '89 (Just Do It)

## Posição nas Paradas

### Álbum
| Ano  | Parada                 | Posição |
| ---- | ---------------------- | ------- |
| 1989 | The Billboard 200      | 14      |
| 1989 | Top R&B/Hip-Hop Albums | 24      |

### Singles
| Ano  | Single     | Parada                | Posição |
| ---- | ---------- | --------------------- | ------- |
| 1989 | Hey Ladies | The Billboard Hot 100 | 36      |
| 1989 | Hey Ladies | Hot Rap Singles       | 10      |
| 1989 | Hey Ladies | Modern Rock Tracks    | 18      |

## Lista de Samples
A lista a seguir mostra todas as 105 músicas que foram sampleadas em Paul's Boutique.
To All the Girls
- "Loran's Dance" by Idris Muhammad

Shake Your Rump
- "That's the Joint" by Funky 4+1
- "Cut the Cake" by Average White Band
- "8th Wonder" by the Sugarhill Gang
- "Jazzy Sensation" by Afrika Bambaataa
- "Good Times Bad Times" by Led Zeppelin
- "Dancing Room Only" by Harvey Scales
- "Funky Snakefoot" by Alphonze Mouzon
- "Tell Me Something Good" by Ronnie Laws
- "Unity" by James Brown e Afrika Bambaataa
- "Get the Funk Out Ma Face" - Brothers Johnson
- "6 O'Clock DJ (Let's Rock)", "Born to Love You", & "Yo Yo" by Rose Royce
- "Super Mellow", by Paul Humphrey, Willie Bobo, Shelly Manne, & Louis Bellson

Johnny Ryall
- "AJ Scratch" by Kurtis Blow
- "Sharon" by David Bromberg
- "Mr. Big Stuff" by Jean Knight
- "One of These Days" by Pink Floyd
- "Momma Miss America" by Paul McCartney
- "Magnificent Sanctuary Band" by Donny Hathaway
- "Military Cut (Scratch Mix)" by DJ Grand Wizard Theodore
- "(You Gotta) Fight for Your Right (To Party)", & "The New Style" by the Beastie Boys

Egg Man
- Aliens
- "Sport" by Lightnin' Rod
- "Superfly" by Curtis Mayfield
- "Pump it Up" by Elvis Costello
- Cheech & Chong's Next Movie
- "Jaws Theme" by John Williams
- "I'm Ready" by The Commodores
- "Shower Theme" by Bernard Herrmann do tema de Psycho
- "Drop it in the Slot" by Tower of Power
- "Dance to the Music" by Sly & the Family Stone
- "Bring the Noise" & "You're Gonna Get Yours" by Public Enemy

High Plains Drifter
- "Those Shoes" by The Eagles
- "Suzy Is a Headbanger" by The Ramones
- "Your Momma Don't Dance" by Loggins & Messina
- "Put Your Love (In My Tender Care)" by The Fatback Band

The Sounds of Science
- "Don't Sniff Coke" by Pato Banton
- "Walk from Regio's" by Isaac Hayes
- "My Philosophy" by Boogie Down Productions
- "Get Up, Get Into It, Get Involved" by James Brown
- "Back in the USSR", "Sgt. Pepper's Lonely Hearts Club Band", "Sgt. Pepper's Lonely Hearts Club Band (Reprise)", "The End", & "When I'm Sixty-Four" by The Beatles

3-Minute Rule
- "Feel Good" by Fancy
- "Brave and Strong", & "Poet" by Sly & the Family Stone

Hey Ladies
- "The Ballroom Blitz" by Sweet
- "Party Time" by Kurtis Blow
- "Holy Ghost" by the Bar-Kays
- "Shake Your Pants" by Cameo
- "Pumpin' It Up" by P-Funk All Stars
- "Jungle Boogie" by Kool & the Gang
- "Machine Gun" by The Commodores
- "Jazzy Sensation" by Afrika Bambaataa
- "Change Le Beat/B-Side" by Fab 5 Freddy
- "Come Let Me Love You" by Jeanette "Lady" Day
- "Heartbreaker", & "So Ruff, So Tuff" by Zapp & Roger
- "Ain't It Funky Now", & "Funky President" by James Brown
- "Hey DJ" by Malcolm McLaren & the World Famous Supreme Team
- "High Powered Rap" by Disco Dave & the Force of the Five MC's (Crash Crew)

5-Piece Chicken Dinner
- "Shuckin' the Corn" by Eric Weissberg

Looking Down the Barrel of a Gun
- "Time" by Pink Floyd
- "Mississippi Queen" by Mountain
- "Last Bongo in Belgium" by the Incredible Bongo Band
- Esta faixa é a única do álbum a apresentar instrumentação ao vivo: guitarra tocada por Adam Horovitz e baixo tocado por Adam Yauch, como visto no vídeo feito para esta canção.

Car Thief
- "Hurdy Gurdy Man" by Donovan
- "I'll Bet You" by Jackson 5
- Woodstock (discurso de Max Yasgur)
- "Drop the Bomb" by Trouble Funk
- "Rien Ne Va Plus" by Funk Factory

What Comes Around
- "Moby Dick" by Led Zeppelin
- "It's Hot Tonight" by Alice Cooper
- "Put on Train" by Gene Harris & The Three Sounds

Shadrach
- "Say What" by Trouble Funk
- "Catch A Groove" by Juice
- "That's the Joint" by Funky 4+1
- "Do Your Dance" by Rose Royce
- "Never Let 'Em Say" by Ballin' Jack
- "Funky Drummer" by James Brown
- "Hot and Nasty" by Black Oak Arkansas
- "Sugarhill Groove" by the Sugarhill Gang
- "Loose Booty" by Sly & the Family Stone

Ask for Janice
- Anúncio de um espetáculo musical da Jamaica em uma rádio de Nova Iorque

B-Boy Bouillabaisse
59 Chrystie Street
- "Here We Go" (Live) by Run-DMC
- "Rocket in the Pocket" by Cerrone
- "Buffalo Girls" by Malcolm McLaren
- "Burundi Black (Pt. 2)" by Burundi Black
- "Are You Experienced?" by Jimi Hendrix
- "Change Le Beat/B-Side" by Fab 5 Freddy
- "My Philosophy" by Boogie Down Productions

Get on the Mic
- "At the Fever" by Lovebug Starski

Stop That Train
- "Draw Your Brakes" by Scotty
- "Save the World" by Southside Movement

Year and a Day
- "Ebony Jam" by Tower of Power
- "When the Levee Breaks" by Led Zeppelin
- "That Lady, Pt. 1 & 2" by The Isley Brothers
- "High Powered Rap" by Disco Dave & the Force of the Five MC's (Crash Crew)

Hello Brooklyn
- "Breathe (canção de Pink Floyd)" by Pink Floyd
- "Folsom Prison Blues" by Johnny Cash

Dropping Names
- Entrevista de Bob Marley.
- "Into the Night" by Sweet
- "Hey Pocky A-Way" by The Meters
- "The Well's Gone Dry" by The Crusaders

Lay It on Me
- "Let the Music Take Your Mind" by Kool & the Gang

Mike on the Mic
- fala de Lloyd Lindsay Young
- "At the Fever" by Lovebug Starski

A.W.O.L.
- "Good Times" by Chic
- "Good to Go" by Trouble Funk
- "Loran's Dance" by Idris Muhammad